# Hermanos Acevedo
Los hermanos Acevedo son un grupo familiar de cineastas de Colombia, compuesto por el padre, Arturo, y sus cuatro hijos, Alfonso, Álvaro, Armando y Gonzalo. Su primera filmación fue el entierro del general Benjamin Herrera en 1924.

## Los hermanos Acevedo
Estaba compuesto por Arturo Acevedo Vallarino y sus 4 hijos, Alfonso, Gonzálo, Álvaro y Armando; juntos comenzaron a figurar en la industria del cine con la fundación de la “Colombia film” o “Casa Cinematográfica Colombia”, después que Acevedo padre vendiera una hacienda maderera; la empresa comenzó con el fin de realizar la distribución de metrajes extranjeros y el cubrimiento de acontecimientos públicos nacionales, pero además, buscando formar un sistema de producción cinematográfico nacional. El primer trabajo realizado por la compañía fue el registro del entierro del general  Benjamín Herrera  en 1924. 
Los hermanos Acevedo realizaron una serie de largometrajes y numerosas entregas de noticieros fílmicos, documentales institucionales, películas educativas y cine publicitario. Fueron destacados por ser los primeros corresponsales de los noticieros cinematográficos a nivel mundial; en 1937 se asocian con el técnico Carlos Schroeder con el fin de producir la primera película colombiana caracterizada por tener sonido sincrónico grabado en pista óptica. 

### Arturo Acevedo Vallarino.
Bogotá ,1873 – 1950 [[ ]]
Pasó su juventud en Zipaquirá, allí contrae matrimonio con Laura Bernal Méndez, unión de la cual nacieron seis hijos. Se gradúa como cirujano dentista en el Colegio dental de Bogotá; fue partícipe en la Guerra de los Mil Días, y obtuvo el grado de coronel de Voltígeros. En 1904 fue figura de la “Gruta Simbólica” que siendo un espacio de tertulias dio forma a la “Escala de Chapinero”, en este último debuta como director de teatro labor a la que se dedicó durante varios años al hacerse además fundador y cabeza de las compañías de teatro “Dramática Nacional” y “Jacinto Benavente”. 
En 1912 fue el creador y presidente de la sociedad de Autores Nacionales y en 1920 decide lanzarse al cine, logrando convertirse en escritor y director de largometrajes como “La Tragedia del Silencio” (1924) y  “Bajo el Cielo Antioqueño” (1925).

### Gonzalo Acevedo Bernal.
Bogotá, 1900 – Cali, 1967.
En 1924 se casa con la belga Carmen Halewyck, sus conocimientos empezaron a formarse gracias a la instrucción de Hernando Bernal, camarógrafo de los hermanos Francisco y Vicente Di Doménico. 
Años más tarde, en 1932 viaja como camarógrafo acompañando a las tropas en la guerra contra Perú. De 1940 a 1942 fue jefe de la sección de cine del ministerio de educación, nombrado por el en entonces ministro Jorge Eliecer Gaitán. Para la década de los cincuenta produce documentales y trabaja como camarógrafo para otros productores.

### Alfonso Acevedo Bernal.
Zipaquirá, 1898 –Bogotá, 1956
Inicia sus estudios en el Colegio La Salle de Bogotá, se caracterizó por el interés de participar en la empresa cinematográfica como redactor de textos para películas en compañía del esposo de su hermana Blanca. En los años treinta se dedica a la ganadería.

### Armando Acevedo Bernal.
San Cayetano (Cundinamarca), 1914 – Cali, 1984. 
En 1926 acompaña a su padre de gira presentando el largometraje “Bajo el Cielo Antioqueño”; con el tiempo aprende a filmar, además, llegó a ser el encargado del acompañamiento sonoro en las exhibiciones del documental “Colombia Victoriosa”. 
En 1950 se casa con Elvia Cucalón y se radica en Cali; realizó de forma independiente varios documentales institucionales sobre el Chocó, el folclor tolimense y la construcción de obras civiles en el Valle. Al retirarse se la actividad cinematográfica, viaja a Estados Unidos a realizar un curso de mecánica automotriz para posteriormente montar un taller de reparación de carros en Cali.